# Beauvain
Beauvain település Franciaországban, Orne megyében. Lakosainak száma 265 fő (2022. január 1.). Beauvain La Chaux, La Ferté Macé, Le Grais, Magny-le-Désert, Saint-Georges-d’Annebecq és Les Monts-d'Andaine községekkel határos.

## Népesség
A település népességének változása:
| Lakosok száma | 263  | 262  | 269  | 271  | 275  | 274  | 272  | 271  | 265  |
|               | 2013 | 2015 | 2016 | 2017 | 2018 | 2019 | 2020 | 2021 | 2022 |